# Anuradhapura
Anuradhapura (Singhalesisch: අනුරාධපුරය Anurādhapuraya [anuˈraːd̪əˌpurəjə], Tamil: அனுராதபுரம் Aṉurātapuram [ˈanuraːd̪əpurʌm]) ist die Hauptstadt der Nord-Zentralprovinz von Sri Lanka. Sie war über 1000 Jahre lang Zentrum verschiedener singhalesischer Königsdynastien.

## Geografie
In der Nähe Anuradhapuras liegt Mihintale, die Wiege des singhalesischen Theravada-Buddhismus. Das historische Anuradhapura ist Pilgerziel für viele Buddhisten ebenso wie eine bedeutende archäologische Ausgrabungsstätte. Die moderne Stadt Anuradhapura befindet sich einige Kilometer entfernt, da die ursprüngliche Stadt 993 nach einer Invasion durch die Chola-Dynastie geplündert und zerstört wurde.

## Geschichte
Anuradhapura wurde im 4. Jahrhundert v. Chr. in der Umgebung des Sri Mahabodhi Baumes gegründet und war die erste Hauptstadt Sri Lankas. Im Jahre 100 n. Chr. war die Stadt etwa die neuntgrößte der Welt (siehe Liste der größten Städte der Welt (historisch)). Anuradhapura konnte dem Druck der Chola-Dynastie letztlich nicht standhalten, fiel aber erst 993 endgültig in ihre Hände. Davor war Anaradhapura über 1300 Jahre politisches und religiöses Zentrum. Nach der Invasion durch die Chola wurde die Stadt verlassen und blieb viele Jahre im Dschungel verborgen. Nach bedeutenden Ausgrabungen von Palästen, Klöstern und Monumenten ist es heute wieder ein wichtiges Zentrum in Sri Lanka. Viele der bedeutenden Bauten befinden sich heute im Mahamevnāwa Park.
Der erste Europäer, der Anuradhapura gesehen hat, war der britische Seefahrer Robert Knox: Auf der Flucht vor Rajasinha II., der ihn 19 ½ Jahre gefangen gehalten hatte, kam er 1679 an den Ort.
Am 14. Januar 1923 ereignete sich bei Anuradhapura ein schwerer Eisenbahnunfall, bei dem eine Dampflokomotive, ihr Schlepptender und ein Personenwagen in einen Fluss stürzten und 39 Menschen starben.

## Welterbe-Status
Im Jahr 1982 wurde die Stätte von der UNESCO als UNESCO-Welterbe anerkannt. Kriterien waren dabei der Einfluss auf die Entwicklung lokaler Architektur mehrerer Jahrhunderte, die Bedeutung der Stätte für die singhalesische Kultur und die Bedeutung des buddhistischen Schreines in der Stätte.

## Sehenswürdigkeiten

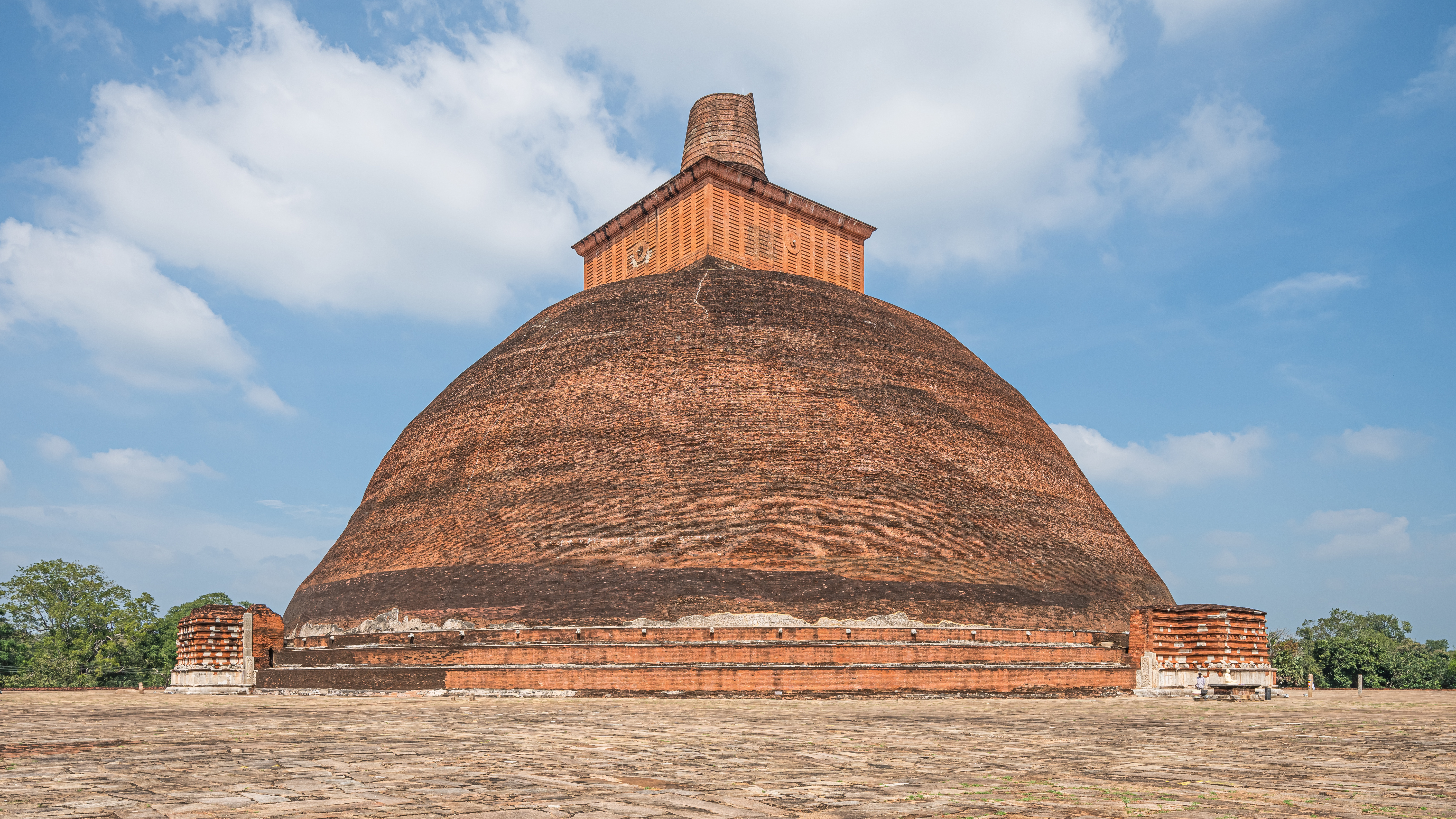
Jethawana Dagoba

Die bedeutendste Pilgerstätte Anuradhapuras ist der Sri Mahabodhi. Der Überlieferung nach wuchs diese Pappelfeige aus einem Zweig jenes Baumes in Bodhgaya (Nordindien), unter dem Siddhartha Gautama, der Buddha, die Erleuchtung erlangt haben soll. Im 3. Jahrhundert v. Chr. gelangte der Zweig im Zuge der buddhistischen Missionen König Ashokas nach Sri Lanka.
Daneben befinden sich in der Stadt und der umliegenden Region mehrere große Dagobas (Stupas), namentlich Ruwanwelisaya (auch Ruvanveli-Dagoba, Ruvanvæli Sǣya, gegründet Anfang 1. Jahrhundert v. Chr.), Abhayagiri, Jethawana und Thupārāma.
Die St. Joseph’s Cathedral ist die Bischofskirche des Bistums Anuradhapura. Sie wurde 1544 von dem portugiesischen Missionar Pedro de la Fonseca gegründet, gilt als die älteste Kirche Sri Lankas, und der heutige Bau wurde 1845 errichtet.

## Bevölkerung
| Ethnische Zugehörigkeit        | Anzahl | % der Gesamtbevölkerung |
| ------------------------------ | ------ | ----------------------- |
| Singhalesen                    | 51.775 | 091,42                  |
| Moors                          | 03.825 | 06,75                   |
| Sri-Lanka-Tamilen              | 0850   | 01,50                   |
| Indien-Tamilen                 | 045    | 00,08                   |
| Andere (Malaien, Burgher etc.) | 0137   | 00,24                   |
| Gesamt                         | 56.632 | 100                     |

## Klimatabelle
|                       | Jan  | Feb  | Mär  | Apr   | Mai  | Jun  | Jul  | Aug  | Sep  | Okt   | Nov   | Dez   |   |         |
| Mittl. Tagesmax. (°C) | 29,6 | 31,7 | 33,8 | 34,3  | 32,9 | 32,7 | 33,0 | 33,2 | 33,1 | 32,0  | 30,3  | 29,1  | ⌀ | 32,1    |
| Mittl. Tagesmin. (°C) | 20,9 | 21,3 | 22,9 | 24,1  | 24,8 | 24,9 | 24,5 | 24,4 | 24,1 | 23,3  | 22,5  | 21,9  | ⌀ | 23,3    |
|                       |      |      |      |       |      |      |      |      |      |       |       |       |   |         |
| Niederschlag (mm)     | 79,2 | 55,4 | 68,7 | 151,6 | 84,3 | 9,4  | 27,1 | 39,8 | 74,0 | 254,5 | 229,7 | 210,9 | Σ | 1.284,6 |
|                       |      |      |      |       |      |      |      |      |      |       |       |       |   |         |
| Regentage (d)         | 6    | 4    | 5    | 12    | 6    | 2    | 3    | 3    | 6    | 14    | 16    | 14    | Σ | 91      |

| 20,9 |

| 21,3 |

| 22,9 |

| 24,1 |

| 24,8 |

| 24,9 |

| 24,5 |

| 24,4 |

| 24,1 |

| 23,3 |

| 22,5 |

| 21,9 |

| 20,9 |

| 21,3 |

| 22,9 |

| 24,1 |

| 24,8 |

| 24,9 |

| 24,5 |

| 24,4 |

| 24,1 |

| 23,3 |

| 22,5 |

| 21,9 |